# Erythrosuchidae
Los eritrosúquidos (Erythrosuchidae, gr. "cocodrilos rojos") son una familia extinta de reptiles diápsidos arcosauromorfos que vivió a principios y mediados del período Triásico, entre el Olenekiense y el Anisiense, con fósiles encontrados en sitios tan alejados entre sí como Rusia en la región de Perm y Sudáfrica en el Grupo Beaufort en la cuenca de Karoo y China.
Los eritrosúquidos fueron los superpredadores en su tiempo, con medidas entre 2,5 a más de 5 metros. En las formas más grandes, como Erythrosuchus, solo el cráneo debió medir un metro de largo. Fueron contemporáneos de los grandes dicinodontes kannemeyéridos que sin lugar a duda fueron sus principales presas. Sin embargo, el primer eritrosúquido aparece en el registro fósil levemente antes que los kannemeyéridos, así que debe haberse alimentado de otros alimentos.
Los eritrosúquidos fueron antiguamente clasificados como tecodontos dentro del suborden Proterosuchia. Esta clasificación fue usada por mucho tiempo por los paleontólogos, pero luego fue sustituida al iniciarse el empleo de la cladística en la cual los eritrosúquidos constituyen un clado de Archosauriformes por fuera de Archosauria propiamente dichos. La presencia de autoapomorfias de arcosaurios como la cintura pélvica trirradiada, el cuarto trocánter y el tercer metatasiano más largo que el cuarto indican que los eritrosúquidos estaban más cerca de los verdaderos Archosauria que de los Proterosuchidae, a los que le faltaban estas características. Debido a esto, Erythrosuchidae ocuparía una posición transicional entre los más primitivos arcosauriformes y los más avanzados arcosaurios triásicos.

## Lista
| Género        | Estatus | Edad                                                       | Lugar     | Descripción                                                                                 | Imagen |
| ------------- | ------- | ---------------------------------------------------------- | --------- | ------------------------------------------------------------------------------------------- | ------ |
| Erythrosuchus | Válido. | 240 millones de años, en el Anisiense, Triásico Medio      | Sudáfrica | Gran predador de entre 4,5 a 5 metros de largo, con una cabeza cercana a un metro de largo. |        |
| Fugusuchus    | Válido. | 240 millones de años, en el Anisiense, Triásico Medio      | Rusia     |                                                                                             |        |
| Garjainia     | Válido. | 248 millones de años, en el Olenekiense, Triásico Inferior | Rusia     | Uno de los primeros eritrosúquidos que habría llegado a medir 1,5 a 2 metros de largo.      |        |
| Shansisuchus  | Válido. | 248 millones de años, en el Olenekiense, Triásico Inferior | China     | Media cerca de los 2,5 metros de largo.                                                     |        |
| Vjushkovia    | Válido. | 240 millones de años, en el Anisiense, Triásico Medio      | Rusia     |                                                                                             |        |

## Filogenia
Cladograma resumido de Nesbitt (2011):
|            | Proterochampsia                                             |
|            |                                                             |
| Crurotarsi | \| \| Phytosauria \| \| \| \| \| \| Archosauria \| \| \| \| |
|            | \| \| Phytosauria \| \| \| \| \| \| Archosauria \| \| \| \| |
|            | Phytosauria                                                 |
|            |                                                             |
|            | Archosauria                                                 |
|            |                                                             |

|  | Phytosauria |
|  |             |
|  | Archosauria |
|  |             |

|            | Proterochampsia                                             |
|            |                                                             |
| Crurotarsi | \| \| Phytosauria \| \| \| \| \| \| Archosauria \| \| \| \| |
|            | \| \| Phytosauria \| \| \| \| \| \| Archosauria \| \| \| \| |
|            | Phytosauria                                                 |
|            |                                                             |
|            | Archosauria                                                 |
|            |                                                             |

|  | Phytosauria |
|  |             |
|  | Archosauria |
|  |             |

|            | Proterochampsia                                             |
|            |                                                             |
| Crurotarsi | \| \| Phytosauria \| \| \| \| \| \| Archosauria \| \| \| \| |
|            | \| \| Phytosauria \| \| \| \| \| \| Archosauria \| \| \| \| |
|            | Phytosauria                                                 |
|            |                                                             |
|            | Archosauria                                                 |
|            |                                                             |

|  | Phytosauria |
|  |             |
|  | Archosauria |
|  |             |

|            | Proterochampsia                                             |
|            |                                                             |
| Crurotarsi | \| \| Phytosauria \| \| \| \| \| \| Archosauria \| \| \| \| |
|            | \| \| Phytosauria \| \| \| \| \| \| Archosauria \| \| \| \| |
|            | Phytosauria                                                 |
|            |                                                             |
|            | Archosauria                                                 |
|            |                                                             |

|  | Phytosauria |
|  |             |
|  | Archosauria |
|  |             |

|            | Proterochampsia                                             |
|            |                                                             |
| Crurotarsi | \| \| Phytosauria \| \| \| \| \| \| Archosauria \| \| \| \| |
|            | \| \| Phytosauria \| \| \| \| \| \| Archosauria \| \| \| \| |
|            | Phytosauria                                                 |
|            |                                                             |
|            | Archosauria                                                 |
|            |                                                             |

|  | Phytosauria |
|  |             |
|  | Archosauria |
|  |             |

|            | Proterochampsia                                             |
|            |                                                             |
| Crurotarsi | \| \| Phytosauria \| \| \| \| \| \| Archosauria \| \| \| \| |
|            | \| \| Phytosauria \| \| \| \| \| \| Archosauria \| \| \| \| |
|            | Phytosauria                                                 |
|            |                                                             |
|            | Archosauria                                                 |
|            |                                                             |

|  | Phytosauria |
|  |             |
|  | Archosauria |
|  |             |

|            | Proterochampsia                                             |
|            |                                                             |
| Crurotarsi | \| \| Phytosauria \| \| \| \| \| \| Archosauria \| \| \| \| |
|            | \| \| Phytosauria \| \| \| \| \| \| Archosauria \| \| \| \| |
|            | Phytosauria                                                 |
|            |                                                             |
|            | Archosauria                                                 |
|            |                                                             |

|  | Phytosauria |
|  |             |
|  | Archosauria |
|  |             |

|            | Proterochampsia                                             |
|            |                                                             |
| Crurotarsi | \| \| Phytosauria \| \| \| \| \| \| Archosauria \| \| \| \| |
|            | \| \| Phytosauria \| \| \| \| \| \| Archosauria \| \| \| \| |
|            | Phytosauria                                                 |
|            |                                                             |
|            | Archosauria                                                 |
|            |                                                             |

|  | Phytosauria |
|  |             |
|  | Archosauria |
|  |             |